# كيكو هان
كيكو هان (潘恵子 هان كيكو) هي ممثلة يابانية ولدت في 5 أبريل 1953 في ميناتو، طوكيو.

## أدوارها في الأنمي

### مسلسلات أنمي تلفزيونية
- البدلة المتنقلة جاندام - لالا سون
- AVENGER - سيسيل
- AIR - ياوبيكوني
- سيلور مون - لونا، كوين بيريل
- سيلور مون R - لونا
- سيلور مون S - لونا
- سيلور مون SuperS - لونا
- سيلور مون سيلور ستارز - لونا
- هنتر x هنتر (2011) - ميتو فريكس
- سيتي هنتر - أتسكو كاوادا
- تحذير السمكة الذهبية! - يوريكا سوغادايرا
- سينت سيا - ساوري كيدو/أثينا
- الأرجوحة الطائرة - زوجة إيسكي نومورا
- سبيس داندي - جرو
- بوكيمون - بروفسورة آيفي

### أوفا أنمي
- سينت سيا فصل هادس: المعابد الإثنا عشر - ساوري كيدو/أثينا

### أفلام أنمي
- سيلور مون R - لونا
- سيلور مون S - لونا
- سيلور مون SuperS - لونا
- AIR - ياوبيكوني
- سينت سيا - ساوري كيدو/أثينا
- سينت سيا: الحرب الدامية - ساوري كيدو/أثينا
- سينت سيا: أسطورة الشباب القرمزي - ساوري كيدو/أثينا
- سينت سيا: محاربو الحرب الأخيرة - ساوري كيدو/أثينا
- سينت سيا فصل النعيم: الإفتتاحية - ساوري كيدو/أثينا
- فيلم بوكيمون 2000: قوة الإتحاد - بروفسورة آيفي

## أدوارها في ألعاب الفيديو
- سينت سيا: ذا سانكتشواري - ساوري كيدو/أثينا

## أدوارها في الدبلجة اليابانية
- نايت رايدر - أبريل كورتيز
- كاري - مارغريت وايت

## وصلات خارجية
- كيكو هان على موقع IMDb (الإنجليزية)
- كيكو هان على موقع ميوزك برينز (الإنجليزية)
- كيكو هان على موقع ديسكوغز (الإنجليزية)
- كيكو هان على موقع قاعدة بيانات الفيلم (الإنجليزية)
- كيكو هان على موقع ANN person (الإنجليزية)